# Urbalacone
Urbalacone (en cors Urbalaconu) és un municipi francès, situat a la regió de Còrsega, al departament de Còrsega del Sud. L'any 1999 tenia 68 habitants.

## Demografia
| 1962 | 1968 | 1975 | 1982 | 1990 | 1999 |
| ---- | ---- | ---- | ---- | ---- | ---- |
| 60   | 104  | 86   | 71   | 63   | 68   |

## Administració
| Període   | Identitat             | Partit | Qualitat |
| --------- | --------------------- | ------ | -------- |
| 2006-2008 | Guy Robert Buffignani |        |          |
| 2001-2006 | Simone Guerrini       |        |          |